# 贵州师范大学
贵州师范大学（英語：Guizhou Normal University，縮寫：GZNU），原名国立贵阳师范学院，创建于1941年，成立之时设教育学、国文学、英语学、数学四系，史地、理化两科，后发展为师范类大学。1958年，与贵州大学合署。1959年独立办学。
1950年10月，国立贵阳师范学院更名为“贵阳师范学院”。1954年10月，中华人民共和国教育部委托贵州省人民政府管理贵阳师范学院；同年11月。贵州省人民政府正式接管学校。1958年，贵州省委决定在贵阳师范学院现有条件和师资设备的基础上建立贵州大学，贵阳师范学院不撤销，两校并存。1985年3月，贵阳师范学院更名为“贵州师范大学”。2004年，原贵州理工职业技术学院并入贵州师范大学。2015年成为教育部与贵州省人民政府共建高校。
贵州师范大学是区域高水平大学之一，是教育部与贵州省人民政府省部共建大学，入围“中西部高校基础能力建设工程”。

## 历史沿革

### 近代
民国30年（1941年）10月，国立贵阳师范学院创建，设有教育学系、国文学系、英语学系、数学系、史地科、理化科。民国31年（1942年），学校增设体育童子军专修科；同年，设立国立贵阳师范学院附属中学、小学。
1942年，设立国立贵阳师范学院附属中学、小学。1944年，将史地科、理化科改为史地学系和理化学系。1950年，成立临时院务委员会，取消“国立”二字，定名为贵阳师范学院。学院设教务处和总务处，将训导处改为生活指导委员会，增设艺术专修科（学制三年），设音乐和美术两个专业；英语系改为外语系，增设俄语专业；体育童子军专修科改名为体育专修科；成立政治课教学研究组；附中并入省立贵阳中学（现贵阳一中），附小改名为贵阳师范学校附属小学。1953年，院系调整，设中文、俄语、历史、地理、数学、物理、化学七个系和中文、历史、教育、数学、物理、化学、艺术、体育八个专修科。

### 现代
1950年10月，国立贵阳师范学院更名为“贵阳师范学院”。1952年贵阳师范学院（教育系）并入西南师范学院（现西南大学）。1953年，贵州大学（中文、历史系）、昆明师范学院（地理专业部分）、成都艺术专科学校（艺术师范科）并入贵阳师范学院。1954年10月，中华人民共和国教育部委托贵州省人民政府管理贵阳师范学院；同年11月。贵州省人民政府正式接管学校。1956年，贵阳师范学院（艺术科）并入贵州民族学院（现贵州民族大学）。1958年，贵州省委决定在贵阳师范学院现有条件和师资设备的基础上建立贵州大学，贵阳师范学院不撤销，两校并存。1958年贵阳师范学院（体育专修科）改建为贵阳体育专科学校。1959年，贵州大学独立办学。1961年，贵阳体育专科学校并入贵阳师范学院；贵州大学（历史系）并入贵阳师范学院。1985年3月，贵阳师范学院更名为“贵州师范大学”。1996年，贵州师范大学被贵州省人民政府确定为省属重点大学。2004年，原贵州理工职业技术学院并入贵州师范大学。2015年成为教育部与贵州省人民政府共建高校。

## 学校现状

### 院系设置
文学院、法学院、历史与政治学院、经济与管理学院、外国语学院、教育科学学院、数学科学学院、物理与电子科学学院、求是学院、化学与材料科学学院、生命科学学院、地理与环境科学学院、音乐学院、美术学院、体育学院、机械与电气工程学院、材料与建筑工程学院、国际旅游文化学院、马克思主义学院、继续教育学院、国际教育学院、大数据与计算机科学学院、传媒学院、知行学院（创新创业学院）、教师教育学院

### 研究机构
贵州师范大学设立了多所研究机构，如国家喀斯特石漠化防治工程技术研究中心、贵州省喀斯特山地生态环境重点实验室、喀斯特地区关键信息技术及应用国家地方联合工程实验室、贵州师范大学中国-东盟文化研究中心、文学·教育与文化传播研究中心、马克思主义理论·思想政治教育研究中心、贵州文化与自然遗产保护研究中心、喀斯特生态文明研究中心、贵州省山地环境信息系统与生态环境保护重点实验室、贵州省信息与计算科学重点实验室、贵州省山地资源与环境遥感应用重点实验室、贵州省植物生理与发育调控重点实验室、贵州省功能材料化学重点实验室、贵州喀斯特石漠化综合防治工程技术研究中心、贵州省铝电解炭素材料工程技术研究中心、贵州省遥感中心、贵州师范大学智能计算与控制技术工程实验室、贵州省药物质量控制及评价技术工程实验室、贵州省喀斯特石漠化防治与衍生产业工程实验室、贵州省大数据研究与应用工程实验室、喀斯特地区关键信息技术及应用国家地方联合工程实验室、喀斯特山地生态环境保护与资源利用协同创新中心、贵州省喀斯特地区生物与信息技术协同创新中心、贵州生态文化旅游产业发展协同创新中心、中国科学院国家天文台·贵州师范大学天文研究与教育中心等。

### 学校规模
学校占地面积约2690亩。设有26个学院、1所继续教育学院。有全日制在校学生近3.4万人，教职工2553人，其中具有博士学位856人，师资中有教授326人、副教授641人，有相关国家级人才计划人选5人,教育部“长江学者”特聘教授1人，享受国务院特殊津贴专家36人。获国家级中青年突出贡献专家、国家级“教学名师”、全国优秀教师等国家级人才称号和荣誉称号90余人次；获贵州省核心专家、省管专家等省级人才称号和荣誉称号240余人次。

## 文化传统

### 校徽
学校校徽为圆形，校徽的基准色为红色，图案由中英文“贵州师范 大学”校名、建校时间和篆体变形字“师大”组成。

## 知名校友

### 政界
贵州省人大常委会副主任傅传耀、原副主任顾久，天津市市长廖国勋，贵州省政协原副主席王惠业、班程农、谢晓尧、刘鸿庥、王德懋、相小青，云南省副省长邱江，广西军区原副政委周焜光，中宣部原部长朱厚泽。

### 学术界
军事科学院研究员吴如嵩，数学家陈木法